# 神尖條鰍
神尖條鰍（學名：Oxynoemacheilus persa）為輻鰭魚綱鯉形目條鰍科尖條鰍屬的其中一種。分布於亞洲伊朗西部的爾米亞湖、Pulwar、Kor河流域，體長可達14公分，棲息在河川底層水域，生活習性不明。

## 扩展阅读
維基物種上的相關：神尖條鰍